# Антитілозалежна клітинна цитотоксичність

Антитілозалежна клітинна цитотоксичність.

Антитілозалежна клітинна цитотоксичність (АЗКЦ, ADCC), яку також називають антитілозалежною клітинно-опосередкованою цитотоксичністю, є механізмом клітинно-опосередкованого імунного захисту, завдяки якому ефекторна клітина імунної системи активно лізує клітину-мішень, чиї антигени на мембранній поверхні були зв'язані специфічними антитілами. Це один із механізмів, за допомогою якого антитіла, як частина гуморального імунітету, можуть обмежувати та стримувати інфекції.
АЗКЦ не залежить від системи комплементу, яка також лізує клітини-мішені, але не потребує залучення інших клітин. АЗКЦ вимагає ефекторної клітини, якою є природний (натуральний) кілер (NK), яка зазвичай взаємодіє з антитілами класу G (IgG). Однак макрофаги, нейтрофіли та еозинофіли також можуть опосередковувати АЗКЦ. Наприклад, еозинофіли вбивають паразитів, таких як гельмінти, за участі антитіл IgE.
АЗКЦ зазвичай описують як імунну відповідь на покриті антитілами клітини, що в кінцевому підсумку призводить до лізису інфікованої клітини організму або чужорідної клітини. В останній час її значення у лікуванні пухлин та глибше розуміння його дуже складних шляхів стали темами, що все більше цікавлять дослідників в галузі медицини.

## NK-клітини
Типовий АЗКЦ включає активацію NK-клітин антитілами в багаторівневому прогресії імунного контролю. Натуральний кілер експресує рецептори до Fcγ. Ці рецептори розпізнають і зв'язуються із зворотньою ділянкою антитіла, такого як IgG, яке зв'язується з поверхнею зараженої патогеном клітини-мішені. Найпоширенішим із цих Fc-рецепторів на поверхні NK-клітини є CD16 або FcγRIII. Як тільки Fc-рецептор зв'язується з Fc-ділянкою антитіла, NK-клітина вивільняє цитотоксичні фактори, що викликають загибель клітини-мішені.
Під час реплікації вірусу частина вірусних білків експресується на поверхневій мембрані зараженої клітини. Потім антитіла можуть зв'язуватися з цими вірусними білками. Далі, NK-клітини, які мають відповідні рецептори Fcγ, зв'язуються з цим антитілом, спонукаючи NK-клітину виділяти білки, такі як перфорин та протеази, відомі як гранзими, що викликає лізис інфікованої клітини і перешкоджає поширенню вірусу.

## Еозинофіли
Деякі паразити, такі як гельмінти, занадто великі, щоб їх можна було б поглинути і вбити в процесі фагоцитозу. Вони також мають зовнішню структуру або інтегумент, стійкий до атаки речовин, що виділяються нейтрофілами та макрофагами. Після покриття цих паразитів імуноглобулінами класу E рецептор еозинофілу до Fc (FcɛRI) розпізнає IgE. Згодом взаємодія між FcεRI і ділянкою Fc зв'язаного з гельмінтами IgE посилає сигнал еозинофілу і той починає дегрануляцію.

## Дослідженняinvitro
Існує кілька лабораторних методів для визначення дієвості антитіл або ефекторних клітин при АЗКЦ. Зазвичай клітинна лінія-мішень, що експресує певний поверхневий антиген, інкубується з антитілом, специфічним до цього антигену. Після промивання ефекторні клітини, що експресують Fc-рецептор CD16, інкубують разом із клітинами-мішенями, які вже обгорнуті антитілами. Ефекторні клітини, як правило, являють собою мононуклеари периферичної крові, з яких невеликий відсоток складають NK-клітини (природні кілери); рідше це тільки NK-клітини. Протягом декількох годин між антитілом, клітиною-мішенню та ефекторною клітиною утворюється комплекс, що призводить до лізису клітинної мембрани клітини-мішені. Якщо до клітини-мішені була попередньо введена певна мітка, вона вивільняється пропорційно кількості лізованих клітин. Цитотоксичність можна визначити кількісно, вимірявши кількість мітки в розчині порівняно з кількістю мітки, яка залишається в здорових, неушкоджених клітинах.
Класичним методом детекції є аналіз вивільнення хрому-51 [51Cr]; аналіз вивільнення сульфуру-35 [35S] є рідшою альтернативою аналізу на основі радіоізотопів. Лізис клітин-мішеней визначають шляхом вимірювання кількості радіомітки, що виділяється в середовище клітинної культури, за допомогою гама-лічильника або сцинтиляційного лічильника. Зараз широко використовуються різноманітні нерадіоактивні методи. До методів, заснованих на флуоресценції, належать такі, як пряме маркування флуоресцентним барвником (кальцеїн) або маркування європієм, який стає флуоресцентним, коли вивільнений Eu3+ пов'язується з хелатором. Флуоресценцію можна виміряти за допомогою багатолункових флюорометрів або методами проточної цитометрії. Існують також аналізи на ферментативній основі — вміст лізованих клітин містить клітинні ферменти, такі як GAPDH, які залишаються активними після загибелі клітини; додання субстрату для цього ферменту може каталізувати реакцію, продукт якої можна виявити методом люмінесценції або поглинання.

## Медичне застосування
NK-клітини беруть участь у знищенні пухлинних та інших клітин, які не мають ГКГС-I на своїй поверхні, що вказує на їх чужорідність. Показано, що NK-клітини поводяться подібно клітинам пам'яті завдяки їх здатності реагувати на знищення чужорідних клітин, лише після певної взаємодії з клітинами організму. Оскільки NK-клітини самі по собі не є специфічними для певних шляхів імунного контролю, більшою мірою вони використовуються в АЗКЦ як менш специфічний руйнівник клітин, ніж антитілоспецифічні механізми апоптозу. Можливість використання активованих ex vivo NK-клітин для лікування пухлин була темою, що викликала великий інтерес. Ранні клінічні випробування, що включали їх активацію цитокінами, дали погані результати та важкі побічні ефекти. Нещодавні дослідження, де активацію натуральних кілерів проводили білками інтерлейкінами показали успіх у лікуванні метастатичних пухлин.
Ефекти моноклональних антитіл трастузумабу та ритуксимабу проти солідних пухлин були продемонстровані в експериментах на мишах, де АЗКЦ був важливим механізмом їх терапевтичної дії. У клініці поліморфізм FcgRIII 158V/F перешкоджає здатності викликати АЗКЦ in vitro під час лікування трастузумабом.
Множинна мієлома може відповідати на лікування моноклональним антитілом даратумумабом (Дарзалекс). Дослідження in vitro та у пацієнтів указують на те, що АЗКЦ є важливим механізмом поряд із КЗЦ (комплементзалежною цитотоксичністю).
АЗКЦ, яка використовується в імунному контролі, як правило, більш дієва при вірусних, ніж бактеріальних інфекціях, через те, що антитіла IgG краще зв'язуються з вірусними антигенами, ніж з антигенами прокаріот.
АЗКЦ також відіграє важливу роль у вакцинуванні, оскільки утворення антитіл та знищення антигенів, введених в організм, мають вирішальне значення для формування імунітету під дією невеликих вірусних та бактеріальних білків. Прикладами цього є вакцини, спрямовані на повтори в токсинах (RTX), які є структурно важливими для широкого кола бактерій, лізуючих еритроцити. Такі токсини називаються гемолізинами. Ці бактерії націлені на антиген лейкоцитів CD18, який, як давно було показано, є зміненим в клітинах з дефіцитом адгезії, що пов'язно з дефектом антигензалежної клітинної цитотоксичності.